# پیتر جانسون (بازیکن فوتبال ، زاده ۱۹۵۴)
پیتر جانسون (انگلیسی: Peter Johnson؛ زادهٔ ۱۸ فوریهٔ ۱۹۵۴) بازیکن فوتبال اهل بریتانیا است.
از باشگاه‌هایی که در آن بازی کرده‌است می‌توان به باشگاه فوتبال ای‌اف‌سی بورنموث، باشگاه فوتبال آ. ا. ک آتن، باشگاه فوتبال ویموث، باشگاه فوتبال لیتون اورینت، و باشگاه فوتبال کریستال پالاس اشاره کرد.